# Cima di Cougourda
La Cima di Cougourda (2.921 m s.l.m. - Caïres de Cougourde o La Cougourde in francese) è una montagna delle Alpi Marittime.

## Descrizione
La montagna si articola in quattro vette principali: la più alta si trova lungo il confine italo-francese mentre le altre diramano in territorio francese.
La roccia è di tipo gneissico, generalmente molto solido, e si presta ad un gran numero di arrampicate di varia difficoltà che hanno fatto della Cougourda, da più di un secolo, un obiettivo classico e prestigioso degli alpinisti locali, soprattutto sul versante francese dove si trovano quasi tutte le scalate più interessanti.
Il nome pare legato alla forma a zucca ("cougourde" in dialetto locale) che la montagna esibisce verso sud-ovest, vallone francese del Boréon.

## Accesso alla vetta
La salita alla vetta più alta non presenta difficoltà alpinistiche e si svolge sul versante sud-est per erba e detriti su terreno piuttosto ripido, a partire dall'accogliente rifugio de Cougourde. Ambiente e panorama molto belli.